# Sturnira oporaphilum
Sturnira oporaphilum — вид родини листконосові (Phyllostomidae), ссавець ряду лиликоподібні (Vespertilioniformes, seu Chiroptera).

## Середовище проживання
Країни проживання: Аргентина; Болівія, Еквадор; Перу.

## Звички
Мало відомо про звички цього виду, ймовірно, вони такі ж як у інших членів роду. 